# Freedom (닐 영의 음반)
| 전문가 평가                   | 전문가 평가 |
| 평가 점수                     | 평가 점수   |
| 출처                          | 점수        |
| ----------------------------- | ----------- |
| AllMusic                      | [ 1 ]       |
| Robert Christgau              | A           |
| Rolling Stone                 | [ 3 ]       |
| Encyclopedia of Popular Music | [ 4 ]       |

《Freedom》은 1989년 10월 2일에 발매된 캐나다의 음악가 닐 영의 열일곱 번째 스튜디오 음반이다. 《Freedom》는 크게 성공하지 못한 10년 후에 영의 경력을 효과적으로 재출시시켰다. 많은 논쟁과 소송 후에 영은 1988년에 게펀 레코드를 떠나 《This Note's for You》와 함께 원래 레이블인 리프리즈 레코드로 돌아왔다. 그러나 《Freedom》은 새롭고 비판적이며 상업적으로 성공한 음반을 내놓았다. 이 음반은 1989년에 미국에서 LP 레코드, 카세트 테이프, CD로 발매되었다.

## 제작
매우 다양한 녹음 세션에서 매우 명랑한 음반을 만들었다. 세 곡 (〈Don't Cry〉, 〈Eldorado〉, 〈On Broadway〉)은 이전에 일본과 호주에서만 EP 《Eldorado》에서 발매되었다. 다른 두 곡 〈Crime in the City〉와 〈Someday〉는 영의 이전 음반인 《This Note's for You》의 리듬 앤 블루스 지향 블루노트 밴드로 1988년에 녹음되었다. 영은 음반에 수록된 다양한 음악들을 이렇게 설명한다. "저는 제 감정을 표현하는 진짜 음반을 만들고 싶다는 것을 알았습니다. 나는 단지 닐 영의 음반을 만들고 싶었습니다. 블루노트나 《Everybody's Rockin'》에 나오는 사람, 이미지, 특색있는 캐릭터가 없는 저만의 무언가가 있었습니다. 몇 년 만에 처음으로 이런 음반을 냈어요." 원래 그는 순수 일렉트릭 록 음반을 발매할 계획이었지만, 영은 최종 작품이 "라디오를 듣는 것과 거의 비슷하다. 라디오는 계속 바뀌고 또 다른 것으로 바뀐다"고 말한다.
〈Rockin' in the Free World〉는 영의 대표곡 중 하나가 되었고 라이브 애호가 되었고, 이전에 《Rust Never Sleeps》에서 선보였던 스타일적인 선택인 음향 및 일렉트릭 버전으로 음반을 예약했다. 마이클 무어의 영화 《화씨 9/11》의 마지막 크레딧에 곡의 일렉트릭 버전의 편집된 컷이 사용되었고, 이 곡은 영화가 개봉될 때 싱글로 재발매되었다.

## 곡 목록
모든 곡들은 특별한 언급이 없는 한 닐 영에 의해 작사/작곡하였다.
| #   | 제목                                          | 작사·작곡                                      | 재생 시간 |
| --- | --------------------------------------------- | ---------------------------------------------- | --------- |
| 1.  | 〈Rockin' in the Free World (Live Acoustic)〉 |                                                | 3:38      |
| 2.  | 〈Crime in the City (Sixty to Zero Part I)〉  |                                                | 8:45      |
| 3.  | 〈Don't Cry〉                                 |                                                | 4:14      |
| 4.  | 〈Hangin' on a Limb〉                         |                                                | 4:18      |
| 5.  | 〈Eldorado〉                                  |                                                | 6:03      |
| 6.  | 〈The Ways of Love〉                          |                                                | 4:29      |
| 7.  | 〈Someday〉                                   |                                                | 5:40      |
| 8.  | 〈On Broadway〉                               | 배리 만, 신시아 웨일, 제리 리버, 마이크 스톨러 | 4:57      |
| 9.  | 〈Wrecking Ball〉                             |                                                | 4:57      |
| 10. | 〈No More〉                                   |                                                | 6:03      |
| 11. | 〈Too Far Gone〉                              |                                                | 2:47      |
| 12. | 〈Rockin' in the Free World (Electric)〉      |                                                | 4:41      |

## 인증
| 국가                       | 인증 | 판매량/출하량 |
| -------------------------- | ---- | ------------- |
| 캐나다 (뮤직 캐나다)       | 골드 | 50,000^       |
| 영국 (BPI)                 | 실버 | 60,000^       |
| 미국 (RIAA)                | 골드 | 500,000^      |
| ^출하량을 기반으로 한 인증 |      |               |